# Hronské Kľačany
Hronské Kľačany (bis 1948 slowakisch „Kľačany“; deutsch Klatschan, ungarisch Garamkelecsény) ist eine Gemeinde im Süden der Slowakei mit 1400 Einwohnern (Stand 31. Dezember 2024), die zum Okres Levice, einem Teil des Nitriansky kraj gehört.

## Geographie
Die Gemeinde befindet sich im nordöstlichen Teil des slowakischen Tieflands in einer Flussaue des Hron und dessen „Kanals“ Perec unweit der Vorberge der Schemnitzer Berge. Das Gemeindegebiet ist 788 ha groß, größtenteils landwirtschaftlich genutzt und weitgehend flach mit durchschnittlichen Höhen von 162 m n.m. bis 167 m n.m., dennoch hat es im Osten einen Anteil am Hügel Kusá hora (225 m n.m.) Das Ortszentrum liegt auf einer Höhe von 163 m n.m. und ist fünf Kilometer von Levice entfernt.
Nachbargemeinden sind Starý Tekov im Westen und Norden, Podlužany im Osten und Levice sowie kurz Horná Seč im Süden.

## Geschichte
Der Ort wurde zum ersten Mal 1209 als villa Chelecen schriftlich erwähnt und war im Mittelalter Teil des Herrschaftsguts von Burg Barsch im heutigen Starý Tekov. 1489 wurde er hingegen Teil des Guts von Burg Lewenz. 1828 zählte man 83 Häuser und 550 Einwohner, die überwiegend in der Landwirtschaft beschäftigt waren.
Bis 1918 gehörte der im Komitat Barsch liegende Ort zum Königreich Ungarn und kam danach zur Tschechoslowakei beziehungsweise heute Slowakei.

## Bevölkerung
| Jahr                | 1994 | 2004    | 2014    | 2024    |
| ------------------- | ---- | ------- | ------- | ------- |
| Anzahl der Personen | 1495 | 1438    | 1451    | 1400    |
| Unterschied         |      | −3,81 % | +0,90 % | −3,51 % |

| Jahr                | 2023 | 2024    |
| ------------------- | ---- | ------- |
| Anzahl der Personen | 1394 | 1400    |
| Unterschied         |      | +0,43 % |

Gemäß der Volkszählung 2011 wohnten in Hronské Kľačany 1463 Einwohner, davon 1429 Slowaken, sieben Magyaren und jeweils ein Mährer und Tscheche; ein Einwohner gehörte zu einer anderen Ethnie. 24 Einwohner machten diesbezüglich keine Angabe. 1337 Einwohner bekannten sich zur römisch-katholischen Kirche, 15 Einwohner zur evangelischen Kirche A. B. und jeweils ein Einwohner zur Bahai-Religion, zur griechisch-katholischen Kirche und zur reformierten Kirche; drei Einwohner bekannten sich zu einer anderen Konfession. 62 Einwohner waren konfessionslos und bei 43 Einwohnern wurde die Konfession nicht ermittelt.

## Bauwerke
- römisch-katholische Herz-Jesu-Kirche aus dem Jahr 1932

## Infrastruktur
Es gibt einen Kindergarten sowie eine Grundschule in der Gemeinde Hronské Kľačany. Verkehrsmäßig ist der Ort über einen Abzweig der Landesstraße 564 (Štúrovo–Levice–Tlmače) sowie über Haltestelle Hronské Kľačany an der Bahnstrecke Nové Zámky–Zvolen erreichbar.